# Hirota-Schrein

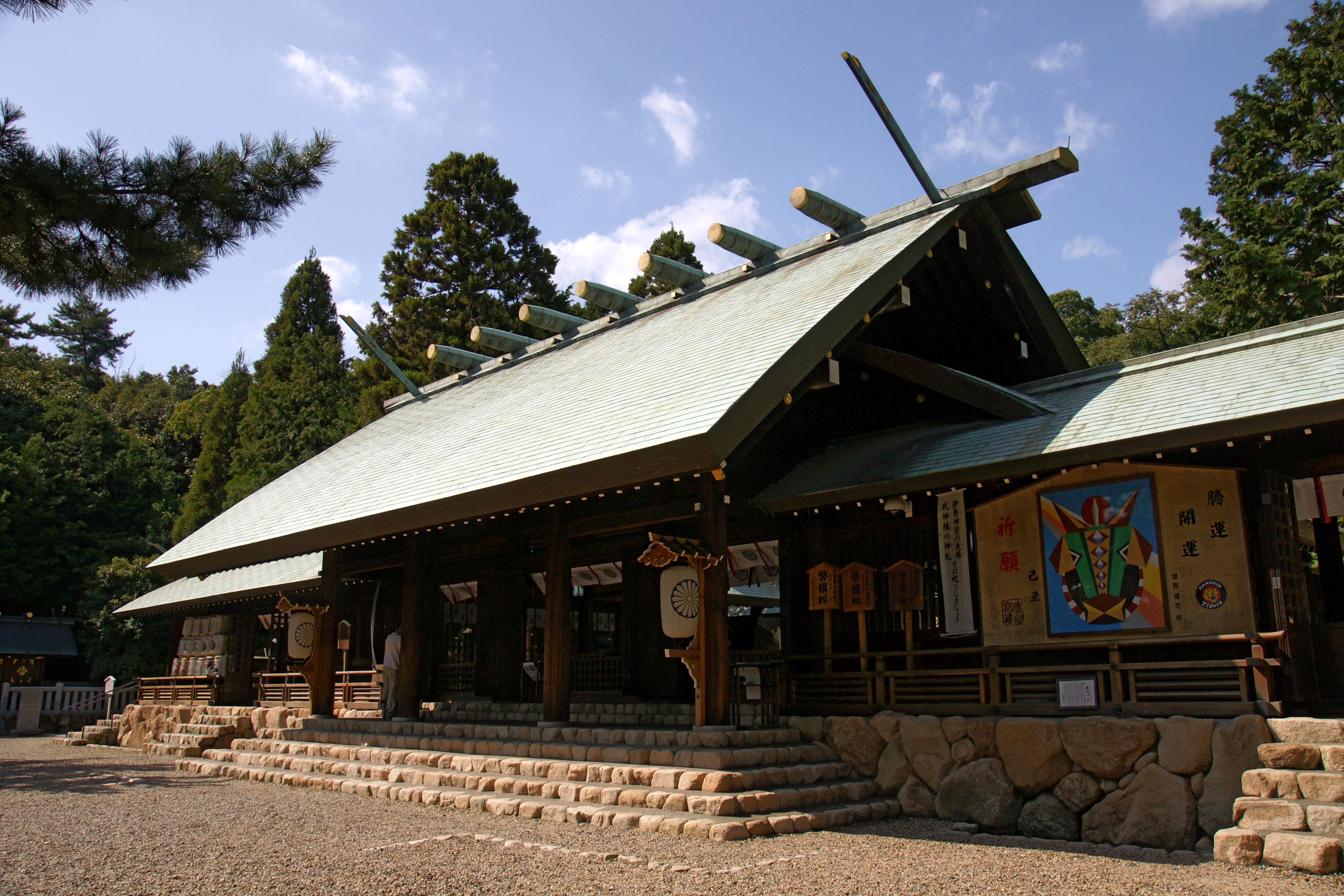
Gebetshalle (Haiden)

Der Hirota-Schrein (jap. 広田神社, Hirota-jinja) ist ein Shintō-Schrein im Stadtteil Taisha-chō („Großschrein“) der Stadt Nishinomiya, Präfektur Hyōgo, Japan. Er soll von der legendären Kaiserin-Gemahlin Jingū-kōgō im 3. Jahrhundert nach ihrer Rückkehr aus Korea errichtet worden sein und ist dem aramitama der Kami Amaterasu geweiht. Er wird bereits im Nihonshoki erwähnt.
Ende des 11. Jahrhunderts unter der Herrschaft des Shirakawa-tennō wurde der Hirota-Schrein in den Rang eines Nijūnisha erhoben.
In einem Nebenschrein wird Tsukuyomi als Hauptkami verehrt. In einem anderen Nebenschrein wird der Sake-Kami Ō-yama-kui des Matsunoo-Schreins verehrt. Ein weiterer, der Kaze-jinja, ist den Wind-Kami Shina-tsu-hiko und Shina-tsu-hime geweiht. Im Sayari-jinja werden die Straßen- und Wegesrandgottheiten Sae-no-kami verehrt (was eher selten in größeren Schreinen vorkommt). Der Nishinomiya-Schrein ist eine Abspaltung des Hirota-Schreins.
Zu den offiziellen Kulturgütern der Präfektur Hyōgo gehören die über 20.000 wilden Azaleen (kobanomitsuba tsutsuji) auf dem Schreingelände. Wenn sie im Frühling blühen, färbt sich der gesamte Farbeindruck des Hügels, in dem der Hirota-Schrein liegt, in ein kräftiges Azaleen-Rot.